# Arni (Argóvia)
Arni é uma comuna da Suíça, no Cantão Argóvia, com cerca de 1.518 habitantes. Estende-se por uma área de 3,37 km², de densidade populacional de 450 hab/km². Confina com as seguintes comunas: Aesch bei Birmensdorf (ZH), Hedingen (ZH), Islisberg, Jonen, Oberlunkhofen, Oberwil-Lieli, Unterlunkhofen.
A língua oficial nesta comuna é o Alemão.